# Vinealobryum nicholsonii
Vinealobryum nicholsonii là một loài rêu thuộc họ Pottiaceae. Loài này được (Culm.) R.H. Zander mô tả khoa học đầu tiên năm 2013.